# Eldar Efendijev

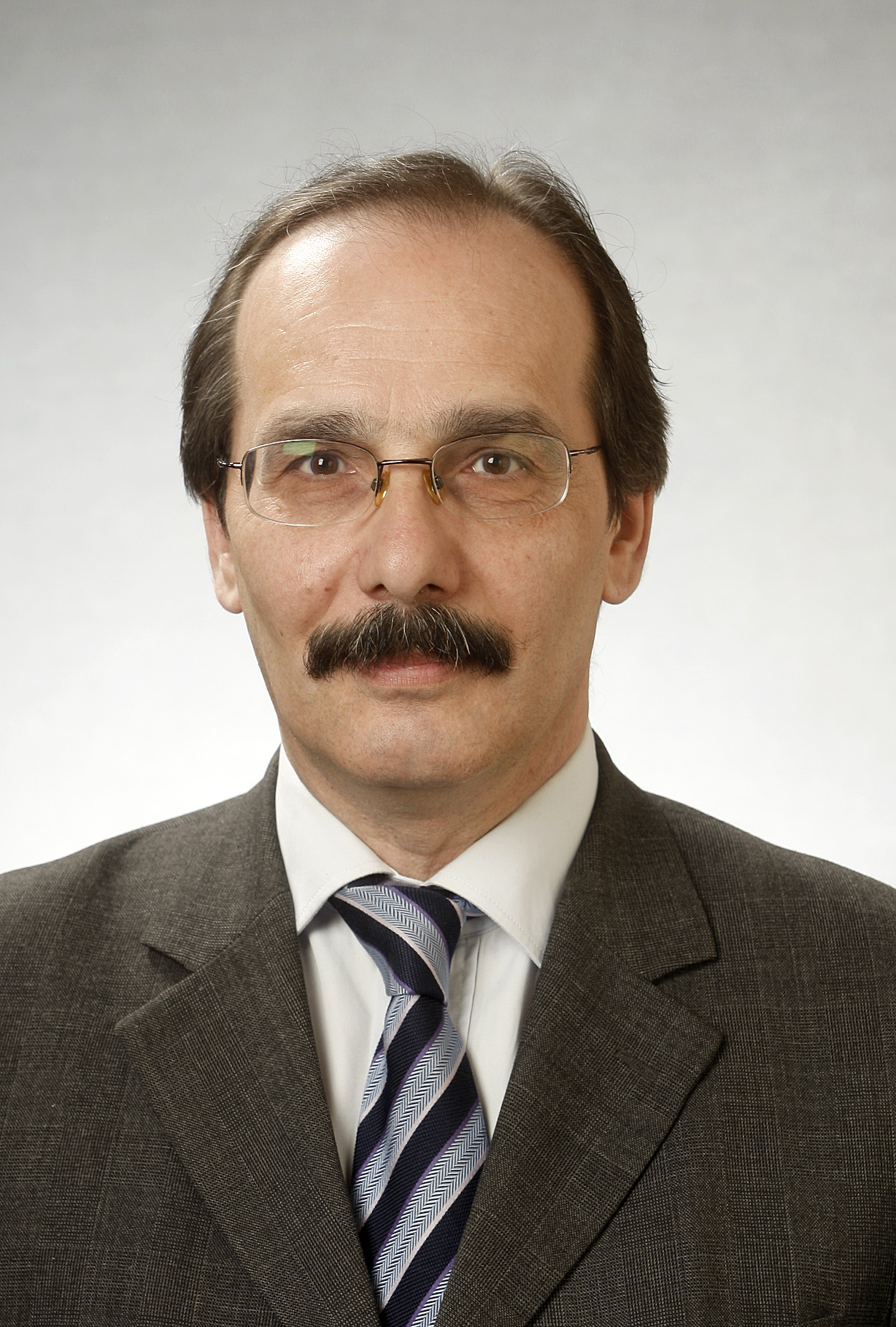
Eldar Efendijev (2011)

Eldar Efendijev (* 29. Juni 1954 in Tallinn) ist ein estnischer Politiker aserbaidschanischer Herkunft. Er gehört der Estnischen Zentrumspartei (Eesti Keskerakond) an.

## Leben und Politik
Eldar Efendijev schloss 1971 die Mittelschule im nordost-estnischen Narva ab. Bis 1976 studierte er am Staatlichen Pädagogischen Institut in Leningrad. Von 1976 bis 1978 war er Wissenschaftlicher Mitarbeiter am Museum der Stadt Narva, 1978/79 wurde er dort Filialleiter und war von 1979 bis 1999 sowie 2001/2002 Direktor des Museums.
1997 trat Efendijev der Mitte-links orientierten Estnischen Zentrumspartei bei. Von 1996 bis 1999 sowie 2001/2002 war er Mitglied des Stadtrats der drittgrößten estnischen Stadt Narva. 1999/2000 war er Oberbürgermeister von Narva.
Von Januar 2001 bis April 2003 war Efendijev Bevölkerungsminister der Republik Estland im Kabinett von Ministerpräsident Siim Kallas. Efendijev war unter anderem für eine bessere Integration der russischsprachigen Minderheit in die estnische Gesellschaft zuständig. Seit 2003 ist Efendijev Abgeordneter im estnischen Parlament (Riigikogu).

## Privatleben
Efendijev ist verheiratet. Er hat vier Töchter.